# 布萊克頓 (阿肯色州)
布萊克頓（英語：Blackton）是位於美國阿肯色州門羅縣的一個非建制地區。該地的面積和人口皆未知。

## 地理
布萊克頓的座標為34°40′03″N 91°06′15″W / 34.66750°N 91.10417°W，而該地的平均海拔高度為55米（即180英尺）。